# لونجينوس
لونجينوس (Λογγίνος) هو الاسم المستخدم لمعلم إغريقي للفصاحة أو النقد الأدبي الذي عاش ما بين القرن الأول والثالث ميلادي. لونجينوس معروف فقط لرسالة «حول الجليل» (Περὶ ὕψους)، عمل الذي يركز على تأثير الكتابة الحسنة.

## الرسالة
الرسالة «حول الجليل» (ΠΕΡΙ ΥΨΟΥΣ) من أهم الرسيلات في علم الجمال من العصر القديم.
الكاتب غير معروف؛ في مخطوطة «باريسينوس غريكوس 2036» (Parisinus Graecus 2036)، دلل لـ«ديونيسيوس أو لونجينوس»، الذي أخطأ ناسخ من العصور الوسطى بأنه إسناد لـ«ديونيسيوس لونجينوس».
حين طبع الكتاب، النص نسب إلى «قاسيوس ديونيسيوس لونجينوس» (ح. 213-273 ميلادية)لكن بعض المترجمين نسبوا النص لـ«ديونيسيوس الأليكورنسي» (Dionysius of Halicarnassus)، كاتب من القرن الأول بعد الميلاد.
يضل الاحتمال أن لنص لا ينتسب لقاسيوس لونجينوس أو ديونيسيوس الأليكورنسي، بل لكتاب غير معروف من الإمبرطورية الرومانية من القرن الأول.
الخطأ يدلل أن حين المخطوطة كُتِبت فقد هوية الكاتب الحقيقي. لا يقبل بأن الكاتبين قد كانوا الكتّاب الحقيقيين للرسالة. قاسيوس لونجينوس كان له آراء تخالف ما كُتِب في الرسالة؛ أما الآخر، كانت مسألة زمن.

## وصلات خارجية
- نص «حول الجليل» بالإنكليزية